# Marie Sallantin
Marie Sallantin, née le 9 octobre 1946 à Paris, est une peintre française qui vit à Paris et dans l’Yonne,.
Sa peinture entretient depuis les années 1990 un lien avec des thèmes qui ont intéressé les peintres au fil des époques : la naissance d’Aphrodite, Vénus (la Beauté comme finalité de l’Art)  et les Trois Grâces, Danaé, La Divine Comédie, les anges musiciens… mais aussi avec certains sujets de l’art moderne : les baigneuses en écho à celles de la Renaissance, la nature et les saisons, sans oublier l’âge d’or.

## Biographie
Elle naît en 1946 à Paris.
Licenciée de Sociologie et diplômée de Sciences Politiques, Paris, en 1969, elle travaille à la Chambre syndicale des Agents de Change puis au Ministère de l’Environnement de 1969 à 1974.
Trois ans plus tard, elle intègre comme élève libre l’atelier de Jean Bertholle à l’École Nationale des Beaux Arts de Paris et fait en 1979 sa première exposition 4 élèves de Jean Bertholle à la Maison des Beaux Arts. Elle fait partie du collectif « Art et Regard des Femmes ». Par la suite et jusqu’en 2021, elle expose régulièrement dans des salons et en galeries à Paris. Expressionniste abstraite initialement,, elle devient explicitement figurative à partir de créations de 1988, et crée de grandes compositions sur des thèmes qui ont inspiré les peintres de plusieurs époques : Vénus notamment, mais aussi la naissance d’Aphrodite, les Trois Grâces, Danaé, La Divine Comédie, les anges musiciens, les baigneuses, la nature, les saisons, etc.,,.
Elle écrit différents articles et participe par ces écrits aux débats sur l'art contemporain. Elle assure également dans les années 2000 l’organisation d’expositions collectives de peintres et gère de 2002 à 2018 Face à l’art, un salon virtuel de peintres à partir d’une cooptation croisée peintres et critiques, un site dont elle est cofondatrice. Elle suscite au Sénat un débat en 2003 sur la place de la peinture dans l’art contemporain avec (première table ronde) le sénateur Yann Gaillard, Philippe Dagen du Monde, ainsi que les sociologues Nathalie Heinich et Alain Quemin.

## Expositions

### Personnelles
- Galerie Nicole Ferry, de 1988 à 1997[8].
- Abbaye de Mondaye, Calvados, 1989.
- Galerie du Haut Pavé, Paris, 1990.
- Maison de Chypre à Athènes et galerie Image Athènes,1994
- Maison de la Grèce, Paris, 1999.
- Galerie Peinture Fraiche 2004 et 2021[9].
- Hôtel des Chartreux, Paris, 2004.
- Hôtel de Sauroy, Paris, 2006.
- Galerie La Capitale, Paris 2017[10].

### Collectives
- Quatre élèves de Jean Bertholle, Maison des Beaux Arts, Paris, 1979[7].
- XVIe festival international de peinture, Musée de Cagnes-sur-mer, 1984 (sélection Brigitte HedelSamson).
- Salon de Montrouge, 1984, 1986 et 1991.
- Triennale d’Osaka, Japon, 1990.
- Salon Découvertes, stand Galerie Nicole Ferry, Grand Palais 1991.
- Musée de Toulon, donation Alin Avila, 1993.
- Salon des Réalités Nouvelles, 1994.
- 4e Salon International des Arts Plastiques, Valognes, 1997.
- Tête, vingt-cinq peintres de Face à l’Art, Europ’art Genève, 2002.
- Noir et Blanc, Musée St Germain, Auxerre, 2005.
- Villa des Arts, Paris, 2016.

## Collections publiques
- Fonds National d’Art contemporain (FNAC) - France[11].
- Ville de Paris
- Musée de Toulon, donation Alim Avila[12].

## Organisation d’expositions
- Exposition Tête, vingt-cinq peintres de Face à l’Art, Europ’Art, Genève, 2002.
- Exposition Animal et Territoire, Orangerie du Sénat, et jardin du Luxembourg, Arsenat 2003[13],[14].
- Exposition Noir et Blanc Musée-abbaye Saint Germain avec le parrainage de Micheline Durand, conservateur des musées d’Auxerre, 2005.

## Publications personnelles
- Le Bain d’Aphrodite, dessins, Paris, Géo pour Area 1993
- Esprit no 255-256, « La peinture au plus près » , 1999[15].
- L’Art en questions, trente réponses — Trois peintres interrogent des auteurs d’écrits sur l’art, Paris, Edition Le Linteau[16].
- Animal et Territoire, introduction du catalogue, Artsénat, Paris-Tiempo Editions
- Revue Rehauts no 14, dessins, texte de Nicolas Grimaldi, 2004
- Mauvais temps pour les anges, livre d’artiste avec Jean-Pierre Chevais, poète, éditions Rehauts (Paris) 2005
- Ligeia no 65-68, « Le renouveau de la peinture », réponses à un questionnaire, 2006[17]
- Vénus, carnets d’atelier 1993-2002, Paroles de peintres, éditions Montsdéserts, 2017